# Saigō Tanomo
Saigō Tanomo (西郷頼母, 24 mars 1830-28 avril 1903) est un samouraï japonais de la fin de l'époque d'Edo, haut dignitaire du clan Aizu-Matsudaira avec le titre de l'avocat en chef (筆頭家老, hittōgarō) qui gagne une renommée comme maître en arts martiaux sous le nom de professeur Sokaku Takeda, restaurateur de la daitoryu aikijujutsu.
Il survit à la guerre de Boshin et, en 1889, devient kannushi au sein du Tōshō-gū de Nikkō et prend le nom de Hoshina Genshin et parfois Chikanori Genzo.
Il est le père adoptif de Shida Shiro (Shiro Saigo). Le livre Sei'unki (栖雲記), écrit peu avant sa mort, contient ses souvenirs.